# Martin-Gropius-Bau

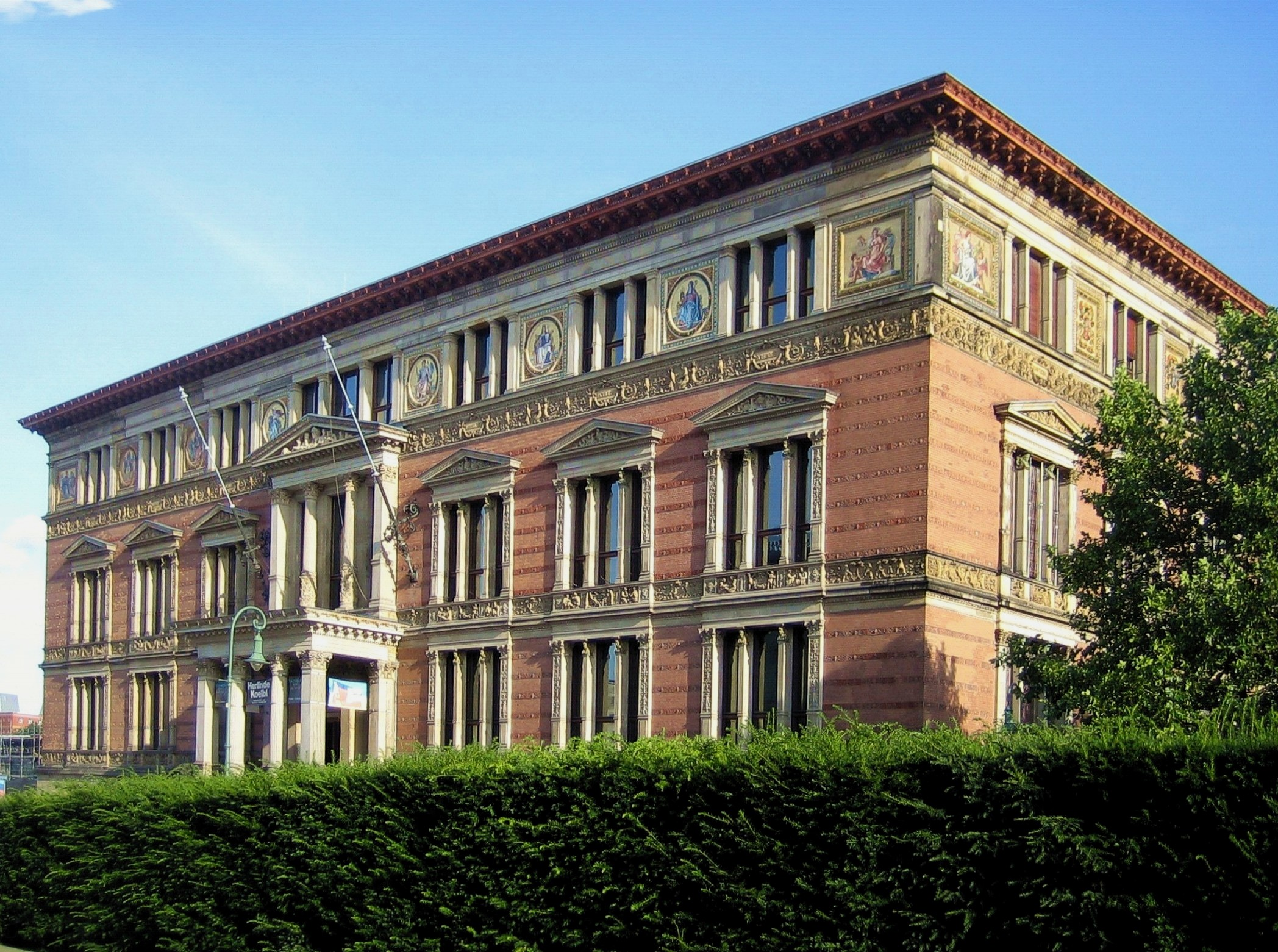
Martin-Gropius-Bau från nordväst.

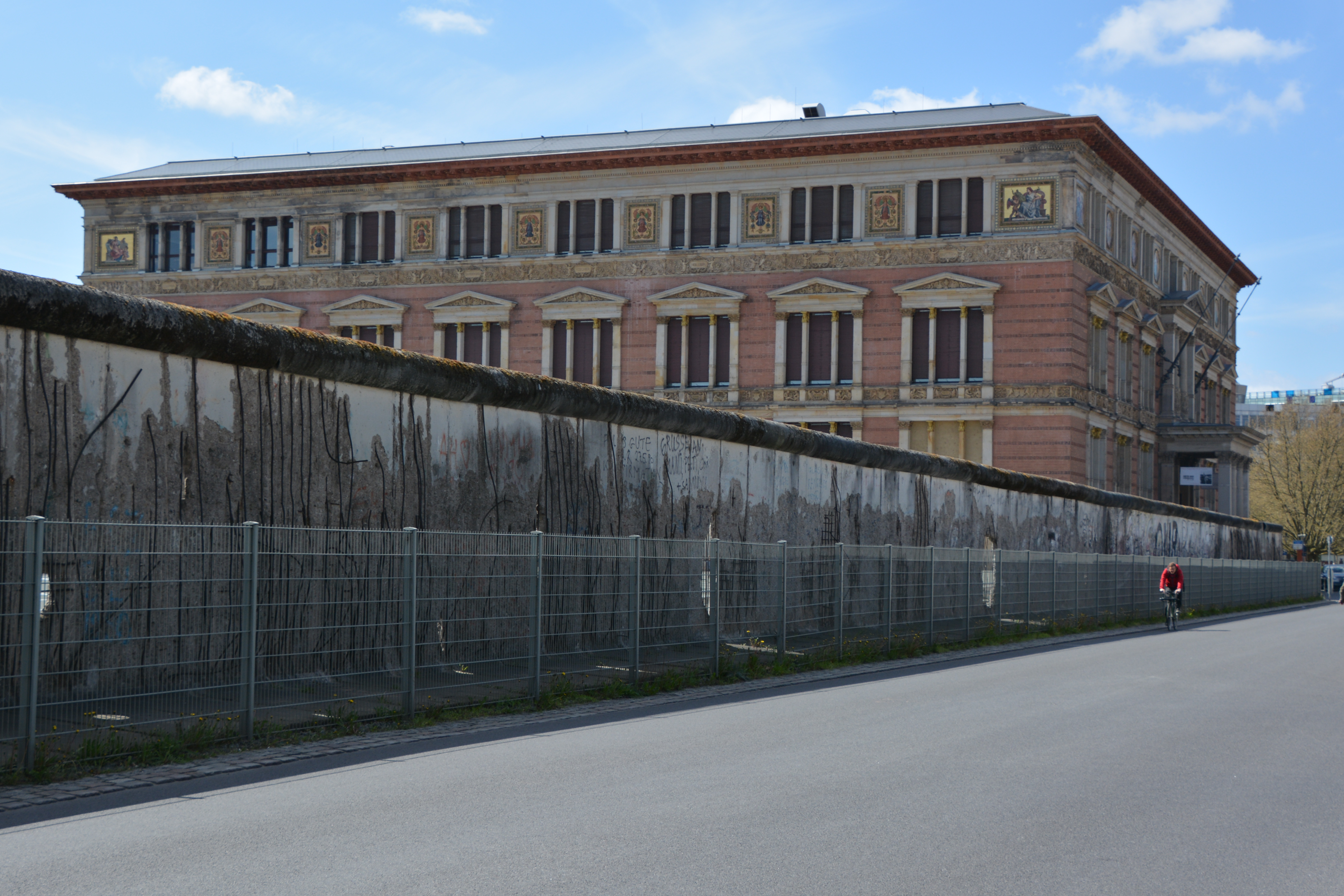
Martin-Gropius-Bau från Niederkirchnerstraße, med rest av Berlinmuren till vänster.

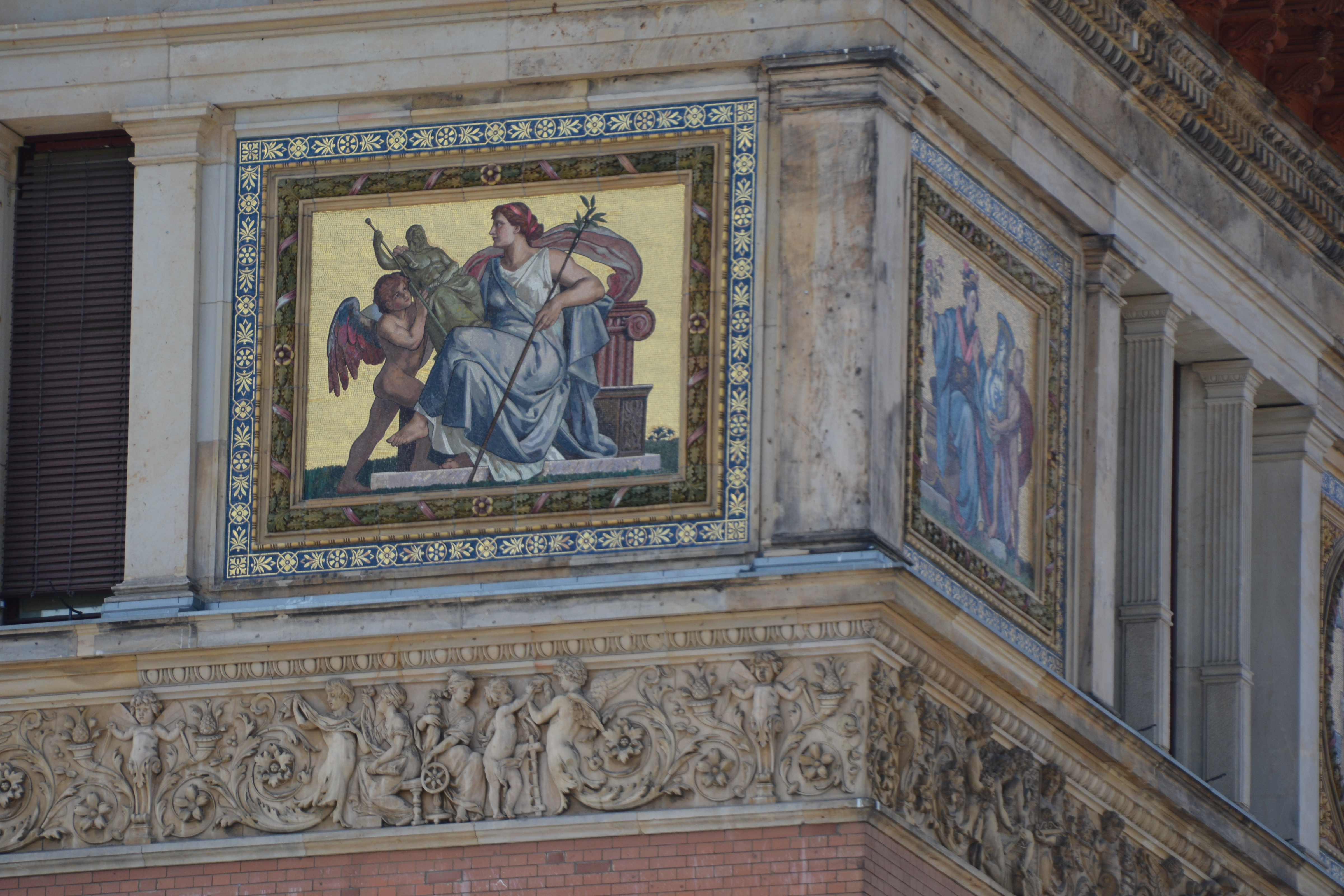
Dekoration på fasad.

Martin-Gropius-Bau är en utställningsbyggnad vid Niederkirchnerstrasse 7 i stadsdelen Kreuzberg i Berlin i Tyskland.
Martin-Gropius-Bau ritades av Martin Gropius och Heino Schmieden i nyrenässansstil. Byggnaden uppfördes 1877–1881. Planen är kvadratisk med omkring 70 meters sida och byggnaden är omkring 26 meter hög. Utställningssalarna ligger omkring ett stort atrium, som är dekorerat med mosaiker och vapensköldar för de tyska förbundsländerna, utförda av skulptören Otto Lessing.
Huset uppfördes ursprungligen för att härbärgera Kunstgewerbemuseum Berlin, ett museum för konsthantverk. Efter första världskriget användes byggnaden för Berlins historiska museum för förhistorisk och tidig historia och för en samling av östasiatisk konst. Byggnaden blev allvarligt skadad 1945 under andra världskrigets sista veckor och återuppbyggdes 1978–1981. Ytterligare renovering gjordes 1998–1999.

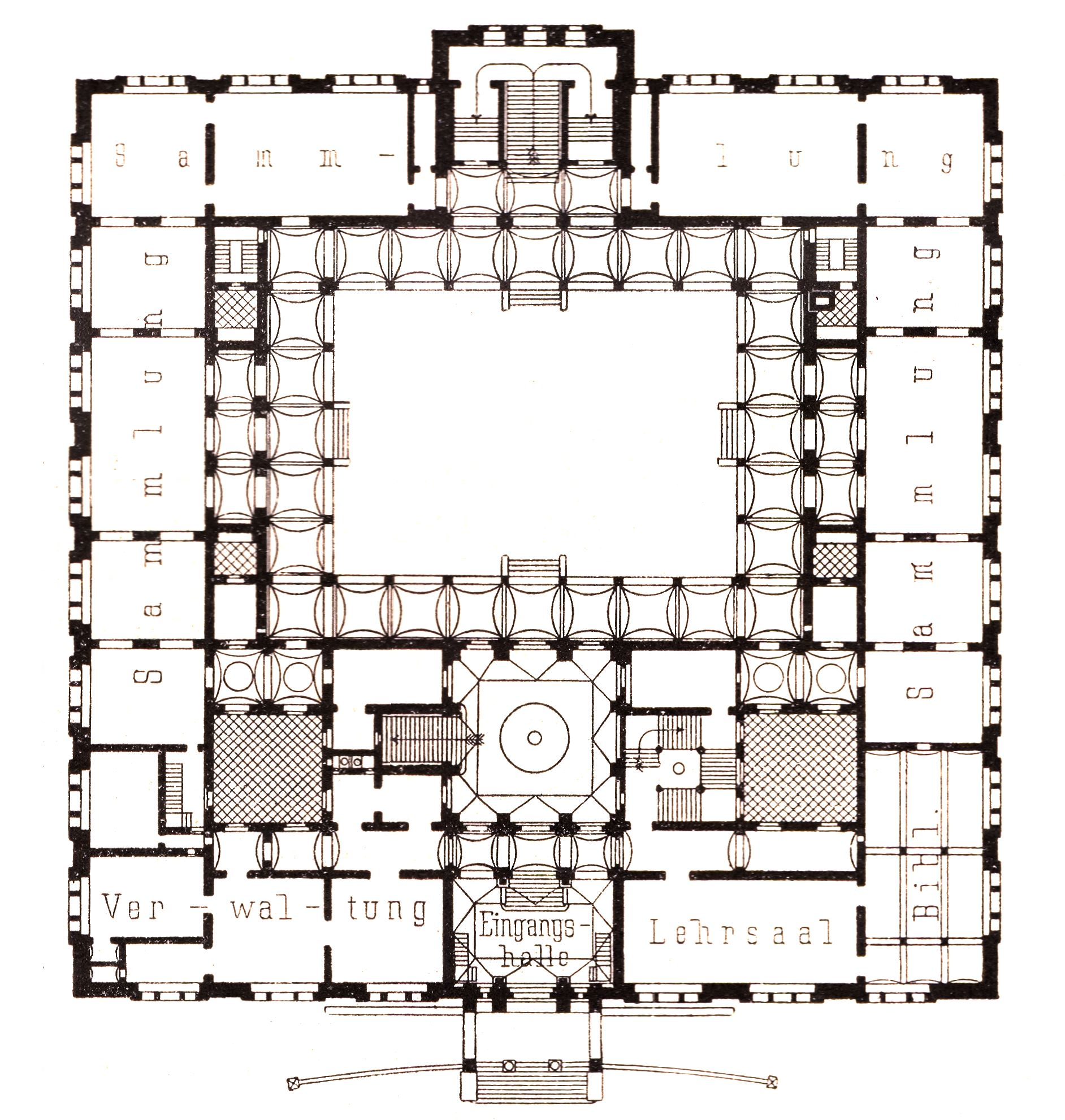
Plan över bottenvåningen.

Byggnaden låg under 1930-talet och fram till 1945 granne vid dåvarande Prinz-Albrecht-Strasse, nuvarande Niederkirchnerstrasse, med Gestapos numera rivna högkvarter. Efter andra världskriget och fram till Tysklands återförening 1990 låg byggnaden tätt intill gränsen mellan Östberlin och Västberlin, men på västberlinskt territorium, blott ett fåtal meter från muren. Tvärs över gatan ligger Abgeordnetenhaus, den byggnad från 1899 som ursprungligen inhyste Preussens lantdag och som sedan 1993 rymmer Berlins parlament. På det tidigare Gestapohögkvarterets tomt ligger dokumentationscentralen för Tredje riket-tiden, benämnt Topographie des Terrors i form av en arkeologisk utgrävning under tak. Här finns bland annat underjordiska tortyrceller, Heinrich Himmlers och Ernst Kaltenbrunners kontor, och så vidare. Terrormuseet var ett samarbetsprojekt mellan BRD och DDR i anledning av staden Berlins 750-årsjubileum.